# PiTaPaベーシックカード

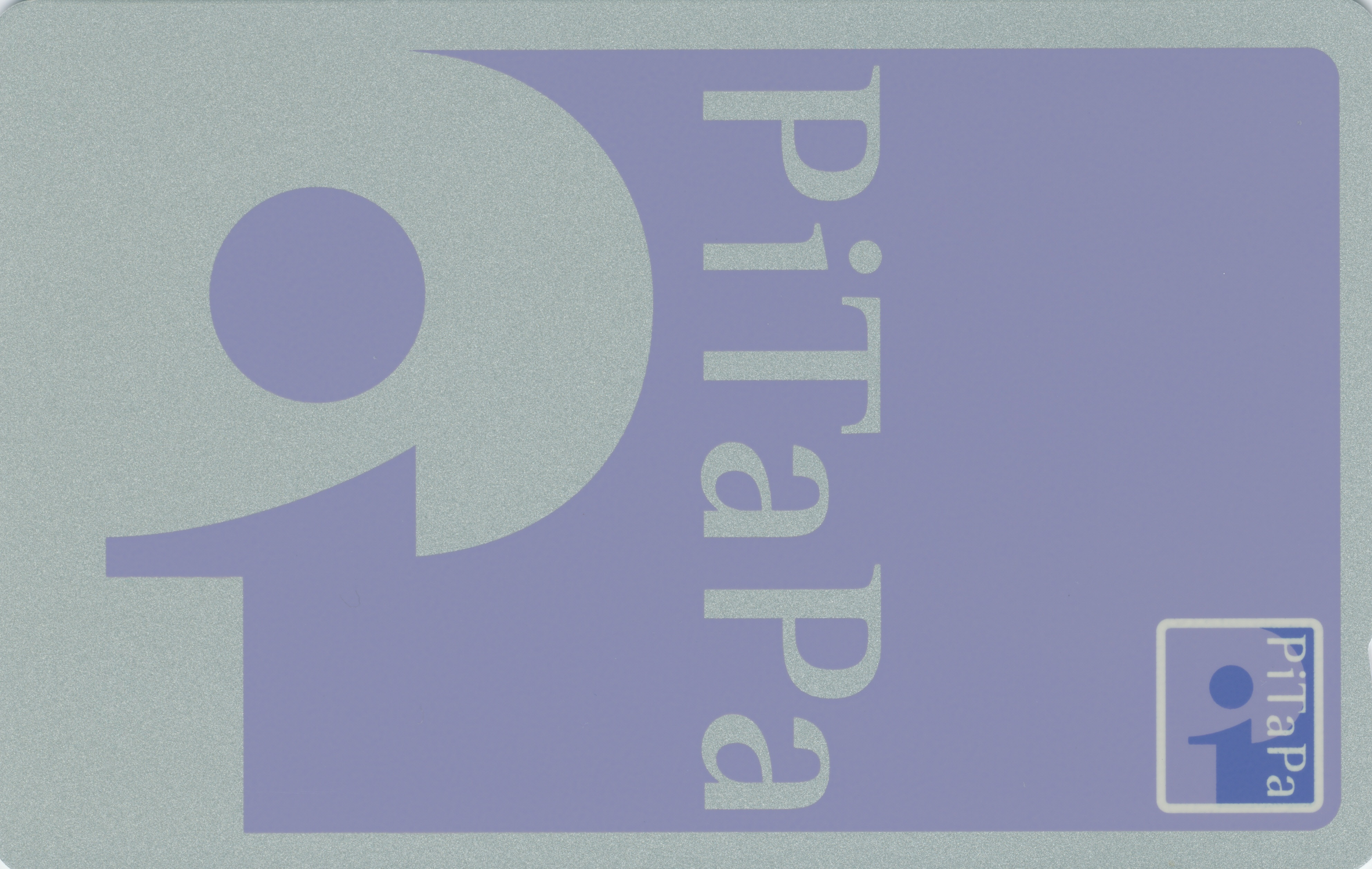

PiTaPaベーシックカード（ピタパベーシックカード）とは、スルッとKANSAIが発行しているポストペイ方式のICカード「PiTaPa」のうち、PiTaPa の機能（乗車券機能・電子マネー機能）のみに特化したカードのことである。
本稿では、「保証金預託制PiTaPaベーシックカード」についても記す。

## PiTaPaベーシックカード
PiTaPa の中でも最も標準的なカードであるが、ほかの交通系ICカードなどと異なりポストペイ方式を採用していることから無記名式（持参人式）のカードは存在せず、自動券売機等での即時発行は行われていない。2009年12月の割賦販売法の改正に伴い、PiTaPaベーシックカードをはじめとするPiTaPaそのものが同法の適用対象となり、発行元であるスルッとKANSAIが信用情報機関（シー・アイ・シー）に加盟したほか、PiTaPaの重複発行禁止、引き落とし遅延時の遅延損害金計算率の見直しが行われている。PiTaPa そのもので信用取引を行うため、クレジットカード等を別に用意する必要はない。
カード発行承認や債務管理は三井住友カードに委託されており、PiTaPaコールセンターも三井住友カード大阪本社（大阪市中央区今橋）内に設けられている。

### 会員区分
上述のようにPiTaPaには1枚ごとに使用者（会員）が紐付けられており、以下の会員区分に分けられている。子供用（小学生用）を単独で申し込むことは出来ず、必ず親権者の家族会員として申し込む必要がある（すなわち、親権者も必ずPiTaPaを申し込む必要がある）。
- 本会員 - 個人名義の金融機関口座を持ち、信用情報審査に合格した満18歳以上の人物（未成年には親権者の同意が必要）。
- 家族会員 - 本会員と生計を共にする配偶者・子息。利用額は本会員の口座から決済される。
  - 家族会員（ジュニア） - 満18歳に達してから最初の3月31日を過ぎるまでの者（中学生・高校生など）を対象とした家族会員。満18歳の3月末まで利用可能。
  - 家族会員（キッズ） - 小学生を対象とした家族会員。交通機関利用時には自動的に小児運賃が適用される。小学6年の3月末まで利用可能。

### 利用枠
「少額決済」を前提としていることから、本会員・家族会員の合算利用額に対して以下の「利用枠」が設定されており、これを超えて利用することは出来ない。
- 交通機関の利用額 - 1日から月末までの、割引適用前普通旅客運賃の合計額が月15万円まで
- ショッピングの利用額 - 日額3万円・月額5万円まで（ただしIC定期券を搭載した場合の定期券購入時は30万円まで）

### 年会費
入会金・年会費無料を謳っている（デポジットも不要）が、「PiTaPaご利用代金通知書」発行ごとに 100円（税抜）の発行手数料がかかる（会員専用インターネットサービス「PiTaPa倶楽部」に申し込み、解除手続きを行うと発行を止められる。この場合でも「PiTaPa倶楽部」から利用明細を確認することは可能）。
また、1年間（入会月の翌月1日を基点とする。カードごとに判定）に一度も PiTaPa 決済を使用しなかった場合には、「維持管理料」（1,000円・税別）が発生する。

### 申し込み方法
PiTaPaベーシックカードは以下の方法で申し込む。いずれの場合もクレジットカード等を申し込むときと同様の項目（職業、住居、年収、家族構成等）に記入する必要がある。また、決済区分を「生計費決済」「事業費決済」から選択する必要がある。
郵送申し込み
PiTaPa導入交通機関の主な駅などに設置してある入会申込書、またはPiTaPaコールセンターから取り寄せた入会申込書に必要事項を記入の上、郵送にて申し込む。
発行までに3-4週間程度を要する
オンライン申し込み
「PiTaPaベーシックカード オンライン入会」サイトからオンラインにより申し込む。
発行までに2週間程度を要する

## 保証金預託制PiTaPaベーシックカード
クレジット決済に当たり、信用情報の審査の替わりに保証金（デポジット）を納入することで発行されるカード。ETCパーソナルカードに類似したシステム。
あらかじめ1ヶ月の利用枠を5万円以内1万円単位で設定し、申込窓口に利用枠の4倍の金額を保証金として納入することで利用可能となる。交通機関の運賃決済にのみ利用可能で、ショッピングサービスには利用できない。また、IC定期券を同梱させることも出来ない。また、発行にあたっては一定の審査が発生することも明記されている。
申込窓口はPiTaPaコールセンターではなくスルッとKANSAI本社（大阪市中央区南船場）内にある「PiTaPaお客様相談室」にあり、同所に電話して申込書を取り寄せることになる。